# Zemen Knoll
Zemen Knoll är en kulle i Antarktis. Den ligger i Sydshetlandsöarna. Argentina, Chile och Storbritannien gör anspråk på området. Toppen på Zemen Knoll är 453 meter över havet.
Terrängen runt Zemen Knoll är kuperad. Havet är nära Zemen Knoll åt nordväst. Trakten är glest befolkad. Närmaste befolkade plats är St. Kliment Ohridski Base, 13,6 kilometer sydväst om Zemen Knoll. 